# 維希梅日采
維希梅日采是波蘭的城鎮，位於該國中部皮利察河南岸，由馬佐夫舍省負責管轄，始建於十四世紀，面積16.56平方公里，2006年人口889。在瓜分波蘭中，該鎮被納入奧地利管治範圍。

## 外部連結
- Official town and commune webpage
- Jewish Community in Wyśmierzyce （页面存档备份，存于） on Virtual Shtetl

51°37′N 20°49′E / 51.617°N 20.817°E